# 第2世代移動通信システム
第2世代移動通信システム（だい2せだいいどうつうしんシステム、英語: 2nd Generation Mobile Communication System, 「2G」）とは、1993年に、第1世代移動通信システム (1G) の次に登場したデジタル方式の移動通信システムのこと。一般的に英語の"2nd Generation"から、「2G」（ツージー）などとも略される。デジタル方式の採用により、本システムを採用した携帯電話（PHS含む）は、電子メールやウェブ対応など高機能化した（cf. 携帯機器）。

## 主な方式
- FDD - TDMA
  - PDC - 日本電信電話公社が開発した自動車電話の方式。日本の自動車電話・携帯電話・列車電話で採用。
  - GSM - 世界212ヵ国で採用。日本・韓国・北朝鮮では採用されていない。GSMにGPRSを採用したものは第2.5世代 (2.5G) 、EDGEは第2.75世代 (2.75G) に分類される。
  - D-AMPS - 北米を中心に採用。
- FDD-CDMA
  - cdmaOne - 第2.5世代 (2.5G) に分類される。

開発の経緯から、PHSを含める場合もある。

## 日本の状況
第2世代移動通信システムの基地局以外の設備については、航空機電話・新内航船舶電話とも共用していた。

### 日本の周波数割り当て
NTTドコモグループ (当時) と日本移動通信・DDIセルラーグループへ割り当てられた、第1世代移動通信システム向け周波数帯（800MHz帯）を第2世代向けに転用し、その後の追加割当や、第2世代当時に新規参入したデジタルホン・ツーカー・デジタルツーカーの各グループ向けへ新規に割当およびドコモグループの逼迫対策バンドならびにシティフォン・シティオ向けに追加で1.5GHz帯がそれぞれ割当られている。このうち、KDDI/沖縄セルラー電話 (OCT) については、第3世代移動通信システム・CDMA2000（Band Class3、のちにEV-DOを含むCDMA2000 1xに移行）向けに転用し、同サービスが終了した2012年7月22日まで利用していた。
なお、前述のKDDI/OCTがCDMA2000・CDMA2000 1x・EV-DO向けに利用している帯域を含めた800MHz帯は2012年7月24日までに、1.5GHz帯は2010年3月31日までに全免許が失効となった。前者については、一部帯域を収束させた上で、既に一部帯域が再編後を見通した運用（ただし、完全運用は、再編前の割当が完全失効された後となる）がなされているが、後者は一旦すべて失効させた上で、2010年4月1日付で再度割当がなされている。再編後の割当については、第3世代移動通信システムを参照。
| 番号 | 上り(MHz)     | 下り(MHz)     | 帯域幅(MHz) | エリア   | 用途                                                              | キャリア                           | 停波日（免許期限切れ日）                                                      |
| ---- | ------------- | ------------- | ----------- | -------- | ----------------------------------------------------------------- | ---------------------------------- | ----------------------------------------------------------------------------- |
| 1    | 893 - 898     | 838 - 843     | 2×5 = 10    | 首都圏   | （テレターミナル→）FDD:PDC                                        | 日本シティメディア→NTTドコモ       | （現在は使用を終了）                                                          |
| 1    | 925 - 940     | 870 - 885     | 2×15 = 30   | 日本全国 | （NTT大容量方式→）FDD:PDC                                         | NTTドコモグループ                  | （925 - 930・870 - 875は現在は使用を終了） 2012年3月31日停波(同年7月24日失効) |
| 1    | 940 - 948     | 810 - 818     | 2×8 = 16    | 日本全国 | FDD:PDC                                                           | NTTドコモグループ                  | 2012年3月31日停波(同年7月24日失効)                                            |
| 1    | 956 - 957     | 826 - 827     | 2×1 = 2     | 日本全国 | FDD:PDC                                                           | NTTドコモグループ                  | （現在は使用を終了）                                                          |
| 2    | 887 - 889     | 832 - 834     | 2×2 = 4     | 日本全国 | （マリネットホン→）FDD:PDC→cdmaOne（→CDMA2000→CDMA2000 1x/EV-DO） | IDO・DDIセルラーグループ（現・au） | （現在は使用を終了）                                                          |
| 2    | 898 - 901     | 843 - 846     | 2×3 = 6     | 日本全国 | （JTACS→）FDD:PDC→cdmaOne（→CDMA2000→CDMA2000 1x/EV-DO）          | IDO・DDIセルラーグループ（現・au） | 2012年7月22日停波(同年7月24日失効)                                            |
| 2    | 915 - 925     | 860 - 870     | 2×10 = 20   | 日本全国 | （HICAP/JTACS→）FDD:PDC→cdmaOne（→CDMA2000→CDMA2000 1x/EV-DO）    | IDO・DDIセルラーグループ（現・au） | 2012年7月22日停波(同年7月24日失効)                                            |
| 3    | 1429 - 1439   | 1477 - 1487   | 2×10 = 20   | 東名阪   | FDD:PDC                                                           | ツーカーグループ                   | 2008年3月31日停波・失効                                                       |
| 3    | 1429 - 1439   | 1477 - 1487   | 2×10 = 20   | 東名阪外 | FDD:PDC                                                           | デジタルツーカーグループ           | 2010年3月31日停波・失効                                                       |
| 3    | 1439 - 1443   | 1487 - 1491   | 2×4 = 8     | 東名阪   | FDD:（シティフォン・シティオ向け）PDC                             | NTTドコモ・ドコモ東海・ドコモ関西  | 2008年6月30日停波(同年9月30日失効)                                            |
| 3    | 1443 - 1453   | 1491 - 1501   | 2×10 = 20   | 東名阪   | FDD:PDC                                                           | デジタルホングループ               | 2010年3月31日停波・失効                                                       |
| 3    | 1465 - 1466.5 | 1513 - 1514.5 | 2×1.5 = 3   | 東名阪   | FDD:PDC                                                           | デジタルホングループ               | 2010年3月31日停波・失効                                                       |
| 3    | 1465 - 1466.5 | 1513 - 1514.5 | 2×1.5 = 3   | 東名阪外 | FDD:PDC                                                           | デジタルツーカーグループ           | 2010年3月31日停波・失効                                                       |
| 3    | 1466.5 - 1468 | 1514.5 - 1516 | 2×1.5 = 3   | 東名阪   | FDD:PDC（逼迫対策バンド）                                         | NTTドコモ・ドコモ東海・ドコモ関西  | 2008年6月30日停波(同年9月30日失効)                                            |